# シングー族
シングー族（シングーぞく、ラテン文字:Xingu）はアマゾンの熱帯雨林のブラジル領内に居住している南米の先住民族の一部族。狩猟と採集を主な生活手段にしている。

## 概要
西暦1300年頃から現在の居住地を開拓し、現在ではブラジルに3000人ほどの人口を有する。

## 社会・生活習慣
シングー族では基本的に部族規模での大規模な戦争は存在せず、個人間での殺人が最も大きな紛争となっている。
また、紛争回避の手段として部族間の貿易、結婚、儀式の実施も行われる。
食事はキャッサバを主食とし、タンパク源は魚を焼き魚にして食すことで得ている。